# Chunnelodon
Chunnelodon é um gênero de mamífero extinto do Cretáceo Inferior do sul da Inglaterra. A espécie-tipo e única espécie é Chunnelodon alopekodes, representada por dois molares inferiores da localidade de Sunnydown Farm, da formação Lulworth [en], em Dorset. O táxon foi descrito por Paul Ensom e Denise Sigogneau-Russell em 1998 [en], que deram o nome da espécie a partir da tradução da frase em grego antigo "astuto como uma raposa", com o nome genérico homenageando a colaboração britânico-francesa e o recém-inaugurado Túnel da Mancha. Chunnelodon é diagnosticado por múltiplas características da anatomia dentária, incluindo raízes ligeiramente assimétricas, mas alinhadas, cúspides afiadas, um protoconídeo e metaconídeo altos, um paraconídeo pequeno e um talonídeo reduzido. Embora tenha sido atribuído apenas a Cladotheria indeterminado, Chunnelodon era provavelmente aparentado a Dryolestoidea [en], embora fora do clado.
|  | Henkelotheriidae?  |
|  |                    |
|  | Paurodontidae [en] |
|  |                    |

|  | Henkelotheriidae? |
|  |                   |
|  | Dryolestidae      |
|  |                   |

|  | Henkelotheriidae?  |
|  |                    |
|  | Paurodontidae [en] |
|  |                    |

|  | Henkelotheriidae? |
|  |                   |
|  | Dryolestidae      |
|  |                   |

|  | Henkelotheriidae?  |
|  |                    |
|  | Paurodontidae [en] |
|  |                    |

|  | Henkelotheriidae? |
|  |                   |
|  | Dryolestidae      |
|  |                   |

|  | Henkelotheriidae?  |
|  |                    |
|  | Paurodontidae [en] |
|  |                    |

|  | Henkelotheriidae? |
|  |                   |
|  | Dryolestidae      |
|  |                   |

|  | Henkelotheriidae?  |
|  |                    |
|  | Paurodontidae [en] |
|  |                    |

|  | Henkelotheriidae? |
|  |                   |
|  | Dryolestidae      |
|  |                   |

|  | Henkelotheriidae?  |
|  |                    |
|  | Paurodontidae [en] |
|  |                    |

|  | Henkelotheriidae? |
|  |                   |
|  | Dryolestidae      |
|  |                   |

|  | Henkelotheriidae?  |
|  |                    |
|  | Paurodontidae [en] |
|  |                    |

|  | Henkelotheriidae? |
|  |                   |
|  | Dryolestidae      |
|  |                   |

|  | Henkelotheriidae?  |
|  |                    |
|  | Paurodontidae [en] |
|  |                    |

|  | Henkelotheriidae? |
|  |                   |
|  | Dryolestidae      |
|  |                   |

|  | Henkelotheriidae?  |
|  |                    |
|  | Paurodontidae [en] |
|  |                    |

|  | Henkelotheriidae? |
|  |                   |
|  | Dryolestidae      |
|  |                   |

|  | Henkelotheriidae?  |
|  |                    |
|  | Paurodontidae [en] |
|  |                    |

|  | Henkelotheriidae? |
|  |                   |
|  | Dryolestidae      |
|  |                   |

|  | Henkelotheriidae?  |
|  |                    |
|  | Paurodontidae [en] |
|  |                    |

|  | Henkelotheriidae? |
|  |                   |
|  | Dryolestidae      |
|  |                   |

|  | Henkelotheriidae?  |
|  |                    |
|  | Paurodontidae [en] |
|  |                    |

|  | Henkelotheriidae? |
|  |                   |
|  | Dryolestidae      |
|  |                   |

|  | Henkelotheriidae?  |
|  |                    |
|  | Paurodontidae [en] |
|  |                    |

|  | Henkelotheriidae? |
|  |                   |
|  | Dryolestidae      |
|  |                   |

|  | Henkelotheriidae?  |
|  |                    |
|  | Paurodontidae [en] |
|  |                    |

|  | Henkelotheriidae? |
|  |                   |
|  | Dryolestidae      |
|  |                   |

|  | Henkelotheriidae?  |
|  |                    |
|  | Paurodontidae [en] |
|  |                    |

|  | Henkelotheriidae? |
|  |                   |
|  | Dryolestidae      |
|  |                   |

|  | Henkelotheriidae?  |
|  |                    |
|  | Paurodontidae [en] |
|  |                    |

|  | Henkelotheriidae? |
|  |                   |
|  | Dryolestidae      |
|  |                   |